# Grönholmarna
Grönholmarna är ett naturreservat i Norrköpings kommun i Östergötlands län.
Området är naturskyddat sedan 2002 och är 20 hektar stort. Reservatet omfattar två öar/holmar i sydvästra delen av Glan. Öarna är bevuxna med tall och lövträd, även några ekar.